# Kandomble

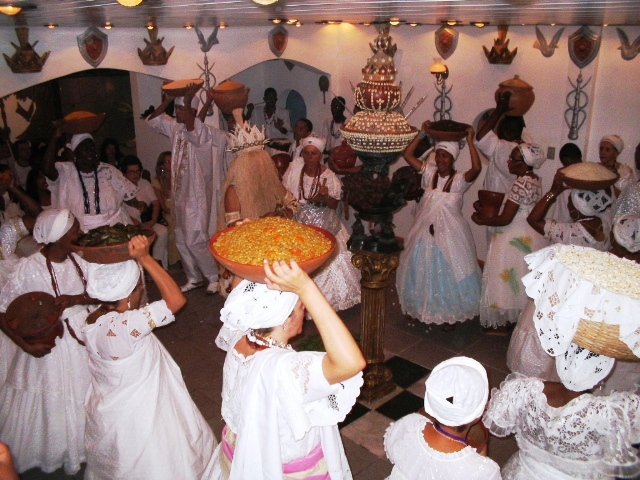
Rituál kandomble

Kandomble (portugalsky Candomblé) je afroamerické náboženství praktikované především v Brazílii, či přesněji jednotlivá společenství toto náboženství praktikující. Ústředním bodem veřejného kultu je posednutí vyznavačů Orišy, bohy. Na světě existují dva milióny vyznavačů kandomblé.
Kandomble Quetu praktikované především v Bahíe vycházející z tradic Jorubů nazývaných také Nagojové je nejznámější a nejčistší podobou tohoto náboženství. Kromě něho existuje také Kandomble Bantu a Kambomble Jejé.

## Rituál
Obřad kandomble probíhá celkem v sedmi fázích:
1. Obětování v úzkém kruhu vyznavačů, které provádí obětník axogum nebo nejvyšší kněz babalorixá. První oběť a to dvounohé zvíře, například slepici, dostává božstvo Exu, druhou tvořenou čtyřnohým zvířetem, napříkladem kozlem, pak božstvu jehož se slaví svátek. Tato část obřadu je prováděna ráno.
2. Některé části oběti, jako játra, křídla či hlava připadají bohům, ze zbytku je připraveno jídlo z nichž část je nabídnuta také bohům. Pokrm dostávají také všichni bohové jež budou k rituálu přizváni. Vaření se věnuje odpoledne. Zbytek jídla je na konci obřadu snězeno účastníky i obyčejnými diváky.
3. Padê d'Exu, žádost o to aby Exu, prostředník mezi lidmi a bohy, předal vzkaz a umožnil tak příchod Orišů na rituál. Je za zpěvu sloužen dvěma fihlas de santo, nejstaršími ženami ve skupině a vede je iá tebexê a babalorixá na ně dohlíží. Provádí se při západu slunce u talíře s jídlem a sklenice s vodou, ty jsou poté odneseny, nejčastěji na křižovatku. Tato část rituálu také obsahuje modlitbu předkům a po ní začíná vlastní obřad.
4. Dále jsou bohové vzýváni pomocí bubnů atabaque na něž se hraje paličkami agidavi, používá se také zvonek agogô.
5. Bohové jsou vzýváni v určitém pořadí, vždy však začínají Exuem a končí pánem nebes jménem Oxalá. V jednotlivých svatyních se pořadí mezi nimi liší, ale zpravidla se začíná mladými a divokými božstvy a končí starými a mírnými. Vzývání probíhá pomocí zpěvu i tance a má za úkol oživit mýty o bozích. Poté by měl být přítomní Orišové a posednout své vyznavače. Na konci zpěvů ustane vytržení účastníků.
6. V další fázi posedlí účastníci opět tančí a jsou v předepsaném pořadí zpěvem vzývána božstva. Je splněn účel rituálu, setřít rozdíly mezi přirozeným a nadpřirozeným světem a bylo dosaženo jednoty.
7. Nyní jsou zpívány unló, vzývání božstev v opačném pořadí než na začátku rituálu. Jejich účelem je poslat Orišy zpět. Obřad je zakončen společným jídlem, bohů, vyznavačů a návštěvníků, které má zajistit jejcih soudržnost.

## Zasvěcení
Zasvěcení do kandomblé probíhá ve třech etapách. Neprobíhají najednou a ne všichni vyznavači kandomblé podstupují druhý stupeň a třetí, tedy vlastní iniciaci.
1. Omývání náhrdelníku, jehož korálky mají barvu "pána hlavy", Orišy nového zasvěcence. Toho určí balala, věštec a po různých rituálech je vytvořeno spojení mezi božstvem, náhrdelníkem a zasvěcencem.
2. Bori, "krmení hlavy", zahrnující mimo jiné obětování kohouta, chrání zasvěcence před následky posedlostí a zlými silami
3. Vlastní iniciace trvá od tří měsíců do jednoho roku a umožňuje další postup v hierarchii kandomblé.